# Nephrocerus fatalis
Nephrocerus fatalis är en tvåvingeart som beskrevs av Sergei Churkin 1991. Nephrocerus fatalis ingår i släktet Nephrocerus och familjen ögonflugor. Inga underarter finns listade i Catalogue of Life.